# Hanbach (Heilbronn)
Hanbach ist eine Wüstung auf der Gemarkung von Heilbronn in Baden-Württemberg. 

## Geschichte
Im Hirsauer Codex wird in einem Eintrag von 1146 vermerkt, dass Uta von Calw, die Schwester des Pfalzgrafen Gottfried von Calw, um das Jahr 1100 dem Kloster Hirsau Güter und Abgaben in Heilbronn sowie den Hafen und das Dorf Hanbach und den Nordberg genannten Berg geschenkt habe.

## Lage
Die genaue Lage Hanbachs ist unklar. Um 1900 setzte man das für die Schenkung der Uta in Frage kommende Hanbach noch mit einer gleichnamigen Wüstung bei Willsbach gleich. Erst in den frühen 1950er Jahren verortete Georg Albrecht den Ort im Bereich der heutigen Heilbronner Innenstadt. Dieser Deutung zufolge wäre Hanbach das um den einstigen Königshof (den späteren Deutschhof) entstandene oder bereits vorher dort gewesene Dorf, das gleichnamige Gewässer wäre der heutige Kirchbrunnenbach (49° 8′ 29,5″ N, 9° 13′ 3,9″ O). Mit dem Nordberg ist der Heilbronner Wartberg gemeint, der einst diesen Namen trug. Werner Heim vermutete Hanbach 1957 deswegen im Osten der Stadt direkt am Fuß des Wartbergs (49° 8′ 59″ N, 9° 14′ 29″ O). In diesem Fall wäre das gleichnamige Gewässer ein Bach gewesen, der vom Sülmerried herkam und in den Pfühlbach mündete. Der heutige Flurname Breitloch und der heutige Bachname Breitenlochgraben könnten auf die Stelle hinweisen.
Bis heute hat sich in der Forschung keine eindeutige Meinung zur Lage Hanbachs herausgebildet. Alle vorgenannten Thesen wurden auch später nochmals aufgegriffen.